# صموئيل مارش (رجل أعمال)
صموئيل مارش (بالإنجليزية: Samuel Marsh)‏ هو شخصية أعمال أمريكي، ولد في 1786، وتوفي في 1872 في Astor House ‏ في الولايات المتحدة.